# Maserati Levante
Maserati Levante – samochód osobowy typu SUV klasy wyższej produkowany pod włoską marką Maserati od marzec 2016.

## Historia i opis modelu

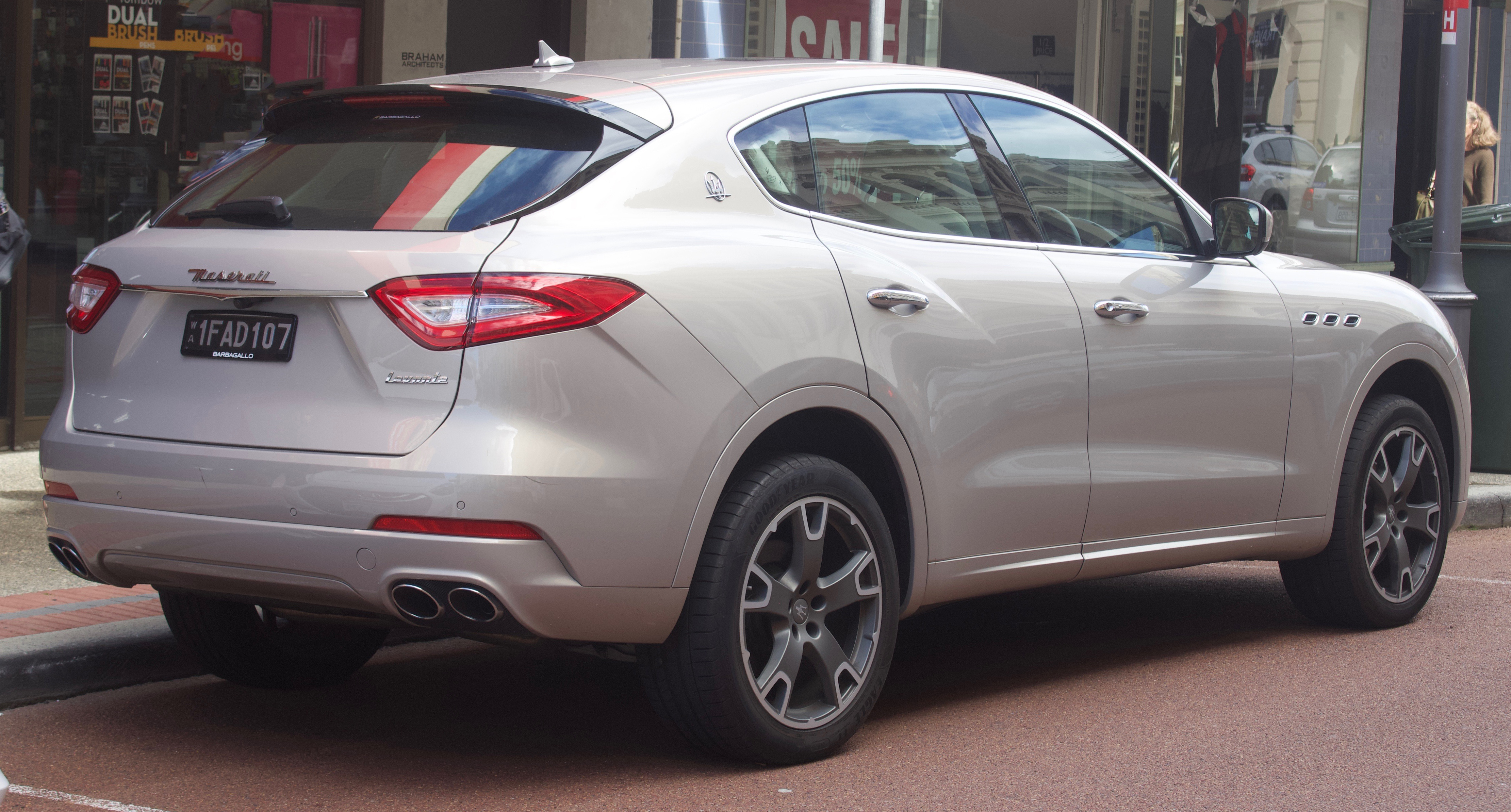
Maserati Levante - tył

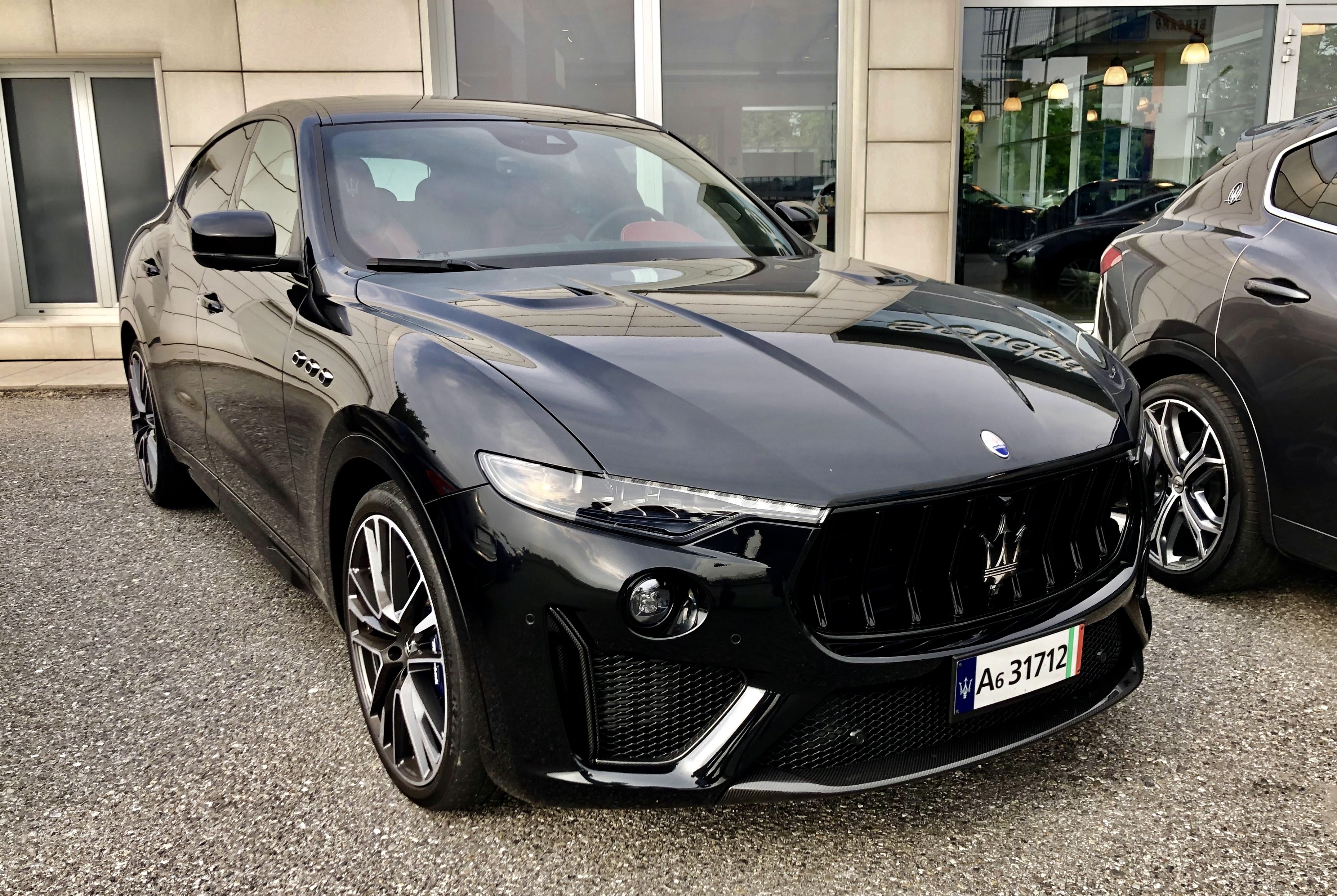
Maserati Levante Trofeo

Zapowiedź pierwszego w historii samochodu Maserati z podwyższonym prześwitem została przedstawiona już w 2003 roku, kiedy to producent zaprezentował prototyp Kubang GT Wagon Concept. Kolejną studyjną wizję przedstawiono 8 lat później, jesienią 2011 roku, kiedy to producent ponownie użył nazwy Kubang dla bliskiego produkcyjnej formie prototypu zapowiadającego dużego SUV-a klasy wyższej. Maserati Kubang miało ostatecznie trafić do sprzedaży w bliskiej prototypowi formie w połowie 2013 roku. We wrześniu 2012 roku oficjalnie potwierdzono, że samochód otrzyma inną nazwę - nie Kubang, lecz Levante. Z kolei w marcu 2014 roku producent ogłosił, że premiera samochodu została przełożona co najmniej na 2015 rok.

### Stylistyka
Ostatecznie, prezentacja seryjnego Maserati Levante odbyła się w połowie lutego 2016 roku, zapowiadając przedstawienie samochodu dla światowej publiczności na marzec tego samego roku, kiedy to odbywa się coroczne Geneva Motor Show. Samochód otrzymał zupełnie nowy projekt nadwozia w stosunku do prototypu Kubang z 2011 roku, wyróżniając się dużą atrapą chłodnicy z przodu i charakterystycznymi, wąskimi i zarazem podłużnymi reflektorami. Jednocześnie, Levante utrzymano w podobnym kierunku stylistycznym, co przedstawione kilka lat wcześniej sedany Ghibli i Quattroporte.

### Levante GTS
W listopadzie 2018 roku Maserati przedstawiło sportową odmianę Levante GTS, która wyróżnia się specjalnym pakietem stylistycznym ze spojlerami i nakładkami na progi, a także mocniejszą jednostką napędową V8. Rozwija ona 550 KM przy 3,8 litra pojemności, a także 550 Nm maksymalnego momentu obrotowego.

### Sprzedaż
Pod koniec marca 2016 roku Maserati opublikowało oficjalny polski cennik, a Levante trafiło do sprzedaży tutaj kilka tygodni później.